# Pont-la-Ville (Fribourg)
Pour les articles homonymes, voir Pont-la-Ville.
Pont-la-Ville (Pont 'na-Vela  en patois fribourgeois) est une localité et une commune suisse du canton de Fribourg, située dans le district de la Gruyère.

## Géographie
Pont-la-Ville mesure 432 ha. 15,10 % de cette superficie correspond à des surfaces d'habitat ou d'infrastructure, 66,2 % à des surfaces agricoles, 17,4 % à des surfaces boisées et 0,5 % à des surfaces improductives.
Pont-la-Ville est limitrophe de Gibloux, Hauteville, La Roche, Pont-en-Ogoz et Treyvaux.

## Économie
Jusqu'à la seconde moitié du XXe siècle, Pont-la-Ville était principalement un village agricole. Aujourd'hui encore, l'élevage et l'élevage laitier et, dans une moindre mesure, les cultures arables jouent un rôle important dans la structure des revenus de la population. D'autres emplois sont disponibles dans les petites entreprises locales et dans le secteur des services. Pont-la-Ville possède un golf avec un hôtel. Au cours des dernières décennies, le village est devenu une communauté résidentielle grâce à son emplacement attrayant. De nombreux salariés sont donc des navetteurs travaillant dans les régions de Bulle et de Fribourg.

Photo aérienne prise à (1963)

## Personnalités
- Valentin Villard, compositeur, séjourne dans la commune depuis 2013[4].

## Démographie
Pont-la-Ville compte 630 habitants en 2022. Sa densité de population atteint 146 hab./km2.
Le graphique suivant résume l'évolution de la population de Pont-la-Ville entre 1850 et 2008 :